# Thomas Campion
Thomas Campion (a veces escrito Campian) (22 de febrero de 1567jul.-1 de marzo de 1620) fue un compositor, poeta y médico inglés de la época isabelina.
En los libros de canciones de ese período pueden encontrarse poemas líricos de Thomas Campion.

## Biografía
Campion nació en Londres, hijo de John Campion, un secretario del Tribunal de Cancillería, y Lucy (de soltera Searle, hija de Laurence Searle, uno de los sargentos de armas de la Reina). Tras la muerte del padre de Campion en 1576, su madre se casó con Augustine Steward y murió poco después. Su padrastro se hizo cargo del niño y lo envió, en 1581, a estudiar a Peterhouse, Cambridge, como "caballero pensionado"; Dejó la universidad después de cuatro años sin graduarse. Más tarde ingresó a Gray's Inn para estudiar derecho en 1586. Sin embargo, se marchó en 1595 sin haber sido llamado a la abogacía.
El 10 de febrero de 1605 recibió su título de médico en la Universidad de Caen.
Se cree que Campion vivió en Londres, ejerciendo como médico, hasta su muerte en marzo de 1620, posiblemente a causa de la peste. Al parecer no estaba casado y no tenía hijos. Fue enterrado el mismo día en St Dunstan-in-the-West en Fleet Street.
Estuvo implicado en el asesinato de Sir Thomas Overbury, pero finalmente fue exonerado, ya que se descubrió que había entregado sin saberlo el soborno que había provocado la muerte de Overbury.

## Poesía y canciones

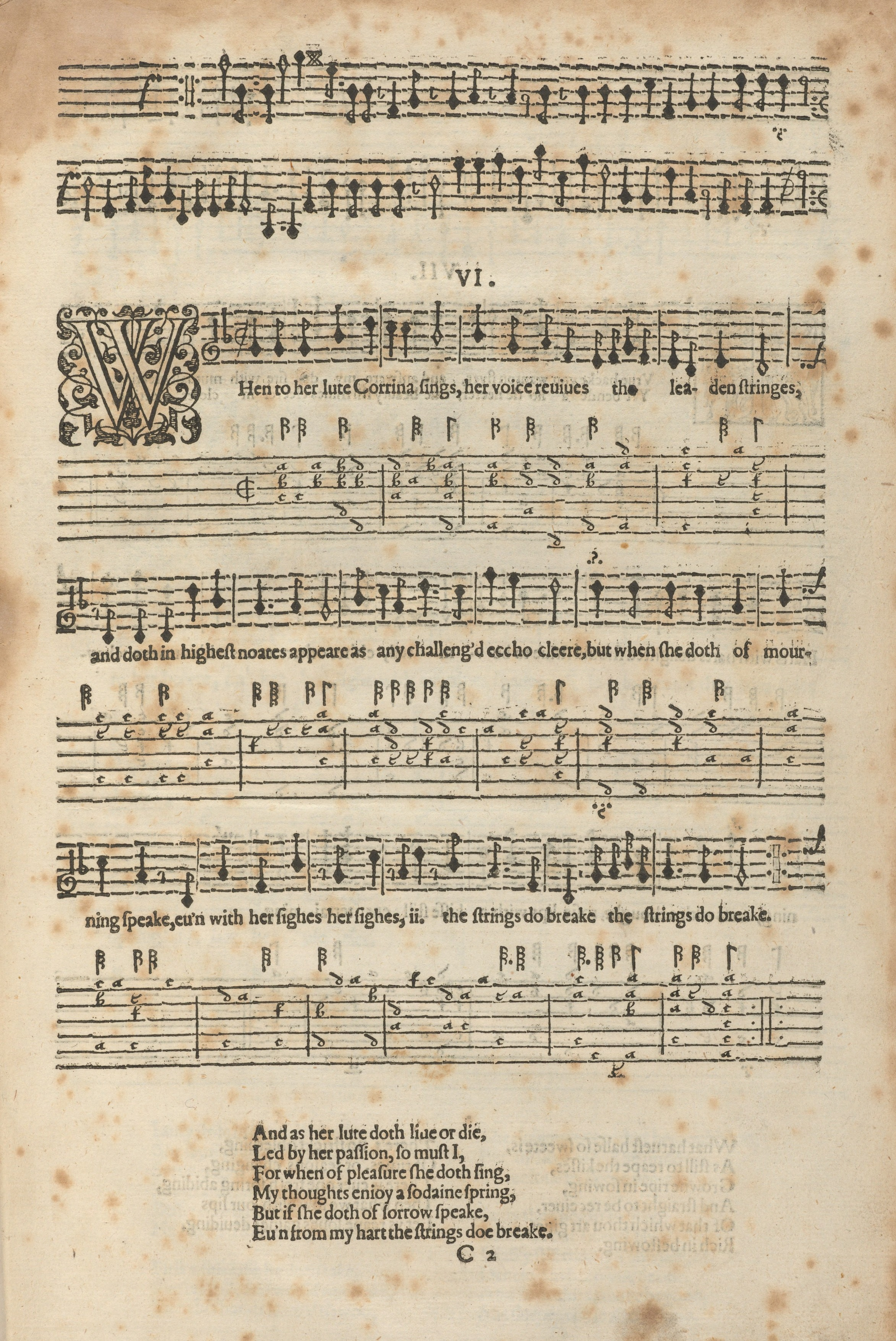
Un libro de Aires, 1601, con letra de Campion y música de Philip Rosseter

El conjunto de sus obras es considerable, siendo el más antiguo conocido un grupo de cinco poemas anónimos incluidos en las "Songs of Divers Noblemen and Gentlemen", adjuntas a la edición de Newman de Astrophel and Stella de Sir Philip Sidney, que apareció en 1591. En 1595 se publicó Poemata, una colección de panegíricos, elegías y epigramas en latín, que le valió una considerable reputación. A esto le siguió, en 1601, un cancionero, A Booke of Ayres, con letra de él mismo y música compuesta por él mismo y Philip Rosseter. Al año siguiente publicó sus Observaciones en el arte de la poesía inglesa, "contra la costumbre vulgar y poco artificial de rimar", a favor del verso sin rima según el modelo del verso cuantitativo clásico. Las teorías de Campion sobre la poesía fueron criticadas por Samuel Daniel en "La defensa de la rima" (1603).
En 1607, escribió y publicó una máscara  con motivo del matrimonio de Lord Hayes y, en 1613, publicó un volumen de Songs of Mourning: Bewailing the Untimely Death of Prince Henry, con música de John Cooper (también conocido como Coperario). El mismo año escribió y arregló tres mascaradas: The Lords' Masque para el matrimonio de la princesa Isabel; un entretenimiento para diversión de la reina Ana en Caversham House; y un tercero por el matrimonio del conde de Somerset con la infame Frances Howard, condesa de Essex. Si, además, como parece muy probable, sus Dos libros de Aires  (tanto la letra como la música escrita por él mismo) pertenecen también a este año, en realidad se trata de su annus mirabilis.
En 1615, publicó un libro sobre contrapunto, A New Way of Making Fowre Parts in Counterpoint By a Most Familiar and Infalible Rule, un tratado técnico que fue durante muchos años el libro de texto estándar sobre el tema. Se incluyó, con anotaciones de Christopher Sympson, en la Breve introducción a la habilidad de la música de Playford, y parece que se publicaron dos ediciones en 1660.
En algún momento de 1617 o después apareció su Tercer y Cuarto Libro de Aires. En 1618 aparecieron las melodías que se cantaron y tocaron en el castillo de Brougham con motivo del entretenimiento del rey allí, la música de George Mason y John Earsden, mientras que la letra era casi con certeza de Campion. En 1619 publicó su Epigrammatum Libri II. Umbra Elegiarum liber unus, una reimpresión de su colección de 1595 con considerables omisiones, adiciones (en forma de otro libro de epigramas) y correcciones.

## Legado

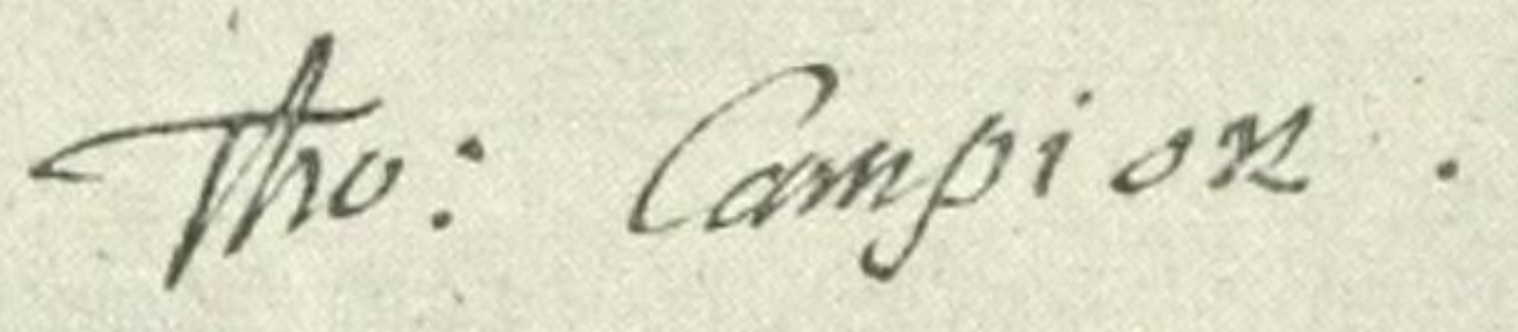
Acta del interrogatorio de Thomas Campion el 26 de octubre de 1615, antes del arresto de Sir Thomas Monson por complicidad en el asesinato de Overbury.

Campion hizo un testamento nuncupativo el 1 de marzo de 1619/20 ante "diversos testigos creíbles": se hizo un memorando en el que decía que "no mucho antes de su muerte dijo que le dio todo lo que tenía al Sr. Phillip Rosseter, y deseaba que su patrimonio had bin farre more", y Rosseter prestó juramento ante el Dr. Edmund Pope para administrar como legatario principal el 3 de marzo de 1619/20.
Si bien Campion había alcanzado una reputación considerable en su época, en los años que siguieron a su muerte sus obras cayeron en el completo olvido. Sin duda esto se debió a la naturaleza de los medios en los que trabajó principalmente, la mascarada y el cancionero. La máscara fue en cualquier momento una diversión demasiado costosa para ser popular, y durante el período de la Commonwealth prácticamente se extinguió. La moda de los cancioneros fue aún más efímera y, como en el caso de la mascarada, el predominio puritano, con su disgusto por toda la música secular, puso efectivamente fin al madrigal. Su pérdida implicó la de muchos cientos de delicadas letras, incluidas las de Campion, y fue gracias al trabajo de A. H. Bullen (ver bibliografía), quien publicó por primera vez una colección de las obras del poeta en 1889, que su genio fue reconocido y su Se restauró su lugar entre los más destacados poetas líricos isabelinos.
Los primeros escritores de diccionarios, como Fétis, veían a Campion como un teórico. Fue mucho más tarde cuando la gente empezó a verlo como compositor. Fue el escritor de un poema, "Cherry Ripe", que no es el poema famoso posterior con ese título, pero tiene varias similitudes.
En la cultura popular
Se hizo referencia repetida a Campion (1567-1620) en un episodio de octubre de 2010 de la serie de televisión de la BBC, James May's Man Lab (BBC2), donde sus obras se utilizan como inspiración para un joven que intenta darle una serenata a una colega. Este segmento también fue mencionado en la segunda y tercera temporada del programa.
Se hace mención ocasional de Campion ("Campian") en la tira cómica 9 Chickweed Lane (es decir, 5 de abril de 2004), haciendo referencia al contexto histórico para tocar el laúd.